# 003
003 je tretji samostojni studijski album novosadskega kantavtorja Đorđeta Balaševića, izdan leta 1985.
Leto po izidu albuma je Balašević komentiral, da so se »najprej vrtele pesmi, ki mi niso veliko pomenile, ›Al’ se nekad dobro jelo‹ in ›Baby Blue‹, ›Slovenska‹ pa je bila odkrita šele kasneje. Danes se te plošče spominjajo samo zaradi ›Slovenske‹, ker je to prava pesem.« Po njegovih besedah je bila »Slovenska« prva pesem, ki si jo je zamislil, a zadnja, ki jo je uspel posneti.

## Seznam skladb
| Št. | Naslov                         | Pisec        | Dolžina |
| --- | ------------------------------ | ------------ | ------- |
| 1.  | „Noć kada sam preplivao Dunav‟ | Đ. Balašević | 3:58    |
| 2.  | „Baby Blue‟                    | Đ. Balašević | 2:41    |
| 3.  | „Morao sam da se odselim‟      | Đ. Balašević | 3:41    |
| 4.  | „Bela lađa‟                    | Đ. Balašević | 3:00    |
| 5.  | „Al' se nekad dobro jelo‟      | Đ. Balašević | 3:49    |
| 6.  | „Slovenska‟                    | Đ. Balašević | 4:39    |
| 7.  | „Mani me se, Lepa Nasto‟       | Đ. Balašević | 2:41    |
| 8.  | „Olivera‟                      | Đ. Balašević | 3:27    |
| 9.  | „Put u središte zemlje‟        | Đ. Balašević | 2:46    |
| 10. | „Badnje veče‟                  | Đ. Balašević | 3:19    |